# Markiezenkroon
De Markiezenkroon met vijf fleurons is in België en Nederland  de rangkroon voor een markgraaf of markies. Omdat de markies in rang boven de graaf staat bestaat zijn kroon uit een gouden band met vijf fleurons. In Nederland komt de kroon voor als dekking van publiekrechtelijke lichamen of instellingen.

## Geschiedenis
In veel landen zoals Duitsland, Denemarken,  Italië, Frankrijk en Spanje bestaat de markiezenkroon uit een gouden band met drie fleurons en twee parels, vergelijkbaar met de Nederlandse gravenkroon. In Frankrijk heeft de oude kroon tweemaal drie parels. In Engeland gebruikt men een kroon van drie fleurons, twee parels en een purperen muts zoals in Nederland en België op haar beurt weer de hertogskroon is uitgevoerd. In Duitsland, Oostenrijk, Zweden en Noorwegen wordt de kroon met vijf fleurons op haar beurt weer "oude gravenkroon" genoemd.
In 1816 had koning Willem I rangkronen voor de Nederlandse adel vastgesteld.

### Publiekrechtelijke lichamen
Kronen van publiekrechtelijke lichamen of instellingen vielen buiten die regeling. Met het Koninklijk Besluit van 22 december 1821 werd bepaald dat alleen wapens van gemeenten die vertegenwoordigd waren in de Provinciale Staten schildhouders en kronen mochten voeren, tenzij die wapens voor 1795 al in bezit waren van deze elementen. Door een wijziging van de grondwet in 1848 werden alle gemeenten formeel gelijkgesteld, waardoor de markiezenkroon geen rang meer vertegenwoordigt voor publiekrechtelijke lichamen of instellingen. De kronen op publiekrechtelijke lichamen of instellingen worden daarom gedeeltelijk als versieringen beschouwd. De bepaling rondom kronen en schildhouders werd pas met het Koninklijk Besluit van 23 mei 1899 ingetrokken.
Desalniettemin kan de markiezenkroon niet vrij worden aangevraagd. Volgens Koninklijk besluit van 21 oktober 1977 werden richtlijnen opgesteld, waarna het mogelijk werd om aan elk wapen een gravenkroon toe te voegen. Andere kronen (zoals die van de markies) mogen uitsluitend gebruikt worden als die al eerder bij een wapen werd gevoerd; dat opnieuw wordt verleend, of als daarvoor een bijzondere reden kan worden aangevoerd.

## Rangkronen in Nederland

Koning
Prins
Hertog
Markies
Graaf
Burggraaf
Baron
Ridder

adelaar · Agnus Dei · alliantiewapen · andreaskruis · ankerkruis · armoriaal · baldakijn · barensteel · bezant · Bourgondisch kruis · brisure · cartouche · centaur · cordelière · dekkleed · dorpsvlag · dorpswapen· drieberg · dubbelkoppige adelaar · dwarsbalk · fleur de lis · fleuron · Friese adelaar · gaande leeuw · gecarteleerd · Gelderse leeuw · gepaald · gravenkroon · groot wapen · griffioen · hartschild · helmkroon · helmteken · heraldische kleur · herautstuk · hermelijn · hoed · Hollandse tuin · huismerk · Jeruzalemkruis · karbonkel · keizerskroon · keper · koek · kromstaf · kroon · krukkenkruis · kwartier · kwartileren · kwartierzoom · leeuw · markiezenkroon · merlet · molenijzer · motto · muurkroon · nassaublauw · natuurlijke kleur · Nederlandse leeuw · Nederlandse Maagd · ombrellino · ordeketen · palen · pentagram · pijlenbundel · raadselwapen · raaf · respectant · riddertoernooi · rijksbanier · rijkskleuren · rijksstandaard · rijkswapen · roos · Rudolfinische keizerskroon · Saksenros · Saladins Adelaar · scharlakenrood · schildhoofd · schildhouder · schildvoet · schildzoom · schoof · schuinbalk · schuinstreep sinister · sinister · sleutels van Petrus · socialistische heraldiek · sprekend wapen · stadskleuren · standaard · stedenmaagd · ster · tinctuur · vair · vermeerdering · vlag · vorstenhoed · vrijheidshoed · vrijkwartier · vrouwenwapen · wapen · wapenbelasting · Wapenboek Beyeren · Wapenboek Gelre · wapenbord · wapendiploma · wapendier · wapenkast · wapenkoning · wapenmantel · wapenrecht · wapenrol · wapenstier · wapentent · wassende en afnemende maan · Waterlandse zwaan · Westfriese boomwapens · wildeman · wolfsangel · wrong